# Oblako-raj
Oblako-raj (Облако-рай) è un film del 1990 diretto da Nikolaj Dostal'.

## Trama
Il film è ambientato in una città di provincia. Per attirare l'attenzione, il giovane Nikolai dice che andrà da un amico in Estremo Oriente, a seguito del quale diventa un eroe locale.